# Lone Oak (Kentucky)
Lone Oak è un comune degli Stati Uniti d'America, situato nello Stato del Kentucky, nella Contea di McCracken.